# Uscila
Uscila ist ein litauischer männlicher Familienname.

## Verbreitung
Der Name ist in Südlitauen (Alytus, Druskininkai) sowie in Aukštadvaris, Balbieriškis,  Semeliškės, Trakai, Vilnius und Vievis verbreitet.

## Weibliche Formen
- Uscilaitė (ledig)
- Uscilė (neutral)
- Uscilienė (verheiratet)

## Namensträger
- Kazys Uscila (* 1945), Literatur-Übersetzer und Journalist
- Rokas Uscila (* 1974), Kriminologe, Viktimologe und Politiker, Vizeminister der Justiz